# Championnat du Suriname de football 2019-2020
Navigation
Édition précédente Édition suivante
La saison 2019-2020 du championnat du Suriname de football est la quatre-vingt-quatrième édition de la première division au Suriname. Arrêtée le 13 mars 2020, la saison est définitivement abandonnée le 15 mai et aucun champion n'est déclaré.

## Contexte
Avant le début de la saison, le SV Nishan'42 est rebaptisé Inter Wanica.
À l'origine, seize équipes doivent participer à l'édition 2019-2020 du championnat mais deux d'entre elles, le promu SV Happy Boys et Walking Bout Company ne s'alignent finalement pas. Au cours de la douzième journée, après la rencontre du 8 mars 2020, la saison est suspendue en raison de la pandémie de Covid-19 qui sévit au pays comme à l'international. Finalement, le 15 mai suivant, après deux mois de pause, la saison est définitivement arrêtée et abandonnée, notamment pour des raisons financières, aucun titre n'est décerné alors qu'aucune équipe ne se détache clairement au classement. L'Inter Moengotapoe est néanmoins désigné pour représenter le pays au Caribbean Club Shield 2021.

## Équipes participantes et localisation
| \| Paramaribo : · Broki · Leo Victor · PVV · Robinhood · SNL · Transvaal · Voorwaarts Albina ACoconut Wanica Moengotapoe Santos Paramaribo West United \| Localisation des villes engagées dans le championnat. |
| Paramaribo : · Broki · Leo Victor · PVV · Robinhood · SNL · Transvaal · Voorwaarts Albina ACoconut Wanica Moengotapoe Santos Paramaribo West United                                                             |

| Équipe                     | Ville          |
| -------------------------- | -------------- |
| ACoconut                   | Brokopondo     |
| SCV Bintang Air (promu)    | Groningen      |
| Inter Wanica               | Meerzorg       |
| SV Notch                   | Moengo         |
| Inter Moengotapoe (tenant) | Moengo         |
| SV Santos                  | Nieuw Nickerie |
| SV Broki                   | Paramaribo     |
| SV Leo Victor              | Paramaribo     |
| PVV                        | Paramaribo     |
| SV Robinhood               | Paramaribo     |
| SNL                        | Paramaribo     |
| SV Transvaal               | Paramaribo     |
| SV Voorwaarts              | Paramaribo     |
| FC West United             | Totness        |

## Compétition
Le barème de points servant à établir le classement se décompose ainsi :
- Victoire : 3 points
- Match nul : 1 point
- Défaite : 0 point

### Classement
| Rang | Équipe              | Pts | J  | G | N | P | Bp | Bc | Diff |
| ---- | ------------------- | --- | -- | - | - | - | -- | -- | ---- |
| 1    | Inter Moengotapoe T | 27  | 11 | 8 | 3 | 0 | 27 | 9  | +18  |
| 2    | SV Robinhood        | 25  | 11 | 8 | 1 | 2 | 29 | 11 | +18  |
| 3    | SV Notch            | 20  | 11 | 6 | 2 | 3 | 26 | 21 | +5   |
| 4    | SV Leo Victor       | 20  | 11 | 6 | 2 | 3 | 20 | 17 | +3   |
| 5    | SV Broki            | 18  | 10 | 5 | 3 | 2 | 26 | 16 | +10  |
| 6    | SV Transvaal        | 18  | 11 | 5 | 3 | 3 | 20 | 19 | +1   |
| 7    | PVV                 | 17  | 10 | 5 | 2 | 3 | 16 | 11 | +5   |
| 8    | SCV Bintang Air P   | 16  | 11 | 5 | 1 | 5 | 20 | 22 | -2   |
| 9    | FC West United      | 14  | 11 | 3 | 5 | 3 | 14 | 13 | +1   |
| 10   | SNL                 | 11  | 12 | 3 | 2 | 7 | 12 | 28 | -16  |
| 11   | SV Voorwaarts       | 10  | 11 | 2 | 4 | 5 | 22 | 19 | +3   |
| 12   | ACoconut            | 6   | 10 | 1 | 3 | 6 | 12 | 24 | -12  |
| 13   | Inter Wanica        | 6   | 11 | 1 | 3 | 7 | 13 | 28 | -15  |
| 14   | SV Santos           | 2   | 11 | 0 | 2 | 9 | 16 | 35 | -19  |

|  | Qualification pour le Caribbean Club Shield 2021                          |
|  | Relégation en deuxième division                                           |
|  | T : Tenant du titre C : Vainqueur de la Coupe du Suriname P : Promu de D2 |

## Bilan de la saison
| Championnat du Suriname de football 2019-2020 |                   |
| Champion                                      | Non décerné       |
| Coupes et trophées                            |                   |
| Vainqueur de la Coupe du Suriname 2019-2020   | Non achevée       |
| Qualifications continentales                  |                   |
| Caribbean Club Shield 2021                    | Inter Moengotapoe |
| Promotions et relégations                     |                   |
| Promus en SVB Eerste Divisie                  | Pas de promotion  |
| Relégués en SVB Tweede Divisie                | Pas de relégation |